# Fuego y furia: En las entrañas de la Casa Blanca de Trump
Fuego y furia: En las entrañas de la Casa Blanca de Trump (en inglés: Fire and Fury: Inside the Trump White House) es un libro de 2018 de Michael Wolff que detalla el comportamiento del presidente de los Estados Unidos, Donald Trump, y del personal de su campaña presidencial de 2016 y de la Casa Blanca. El título se refiere a una cita de Trump sobre el conflicto con Corea del Norte. El libro se convirtió en el número uno en superventas. Críticas del libro generalmente aceptaron el retrato de Wolff de una administración disfuncional, pero se mostraron escépticos respecto de algunas de las afirmaciones más controvertidas del libro.
El libro destaca descripciones del comportamiento de Trump, interacciones caóticas entre el personal de alto rango de la Casa Blanca y comentarios despectivos sobre la familia Trump por parte del exestratega jefe de la Casa Blanca, Steve Bannon. Trump es representado como siendo tenido en baja estima por su personal de la Casa Blanca, lo que lleva a Wolff a afirmar que «el 100% de las personas que lo rodean» creen que Trump no es apto para el cargo.

## Antecedentes
Según Michael Wolff, cuando se acercó a Donald Trump para escribir un libro sobre su presidencia, Trump aceptó darle acceso a la Casa Blanca porque le gustó un artículo que Wolff escribió sobre él en junio de 2016 para The Hollywood Reporter. Sin embargo, Trump luego afirmó que nunca había autorizado el acceso de Wolff y nunca habló con Wolff para el libro.
A partir de mediados de 2016, Wolff entrevistó al personal de campaña y transición. Después de la toma de posesión de Trump y durante la mayor parte del primer año de su presidencia, a Wolff se le permitió el acceso al ala oeste de la Casa Blanca, realizando investigaciones para su libro a través de entrevistas y como observador de «mosca en la pared». Dijo que condujo más de 200 entrevistas con Trump y sus asociados, incluido el personal superior, y se le permitió presenciar eventos en la Casa Blanca sin que su presencia fuera administrada. Esto permitió a Wolff estar presente el día del despido de James Comey. Según los informes, Wolff grabó algunas de las conversaciones mencionadas en el libro. El título de producción para el libro de Wolff fue The Great Transition: The First 100 Days of the Trump Administration («La gran transición: los primeros 100 días de la administración Trump»), lo que llevó a muchos en la Casa Blanca a creer que el libro que estaba escribiendo sería favorable para la administración Trump.

## Contenido

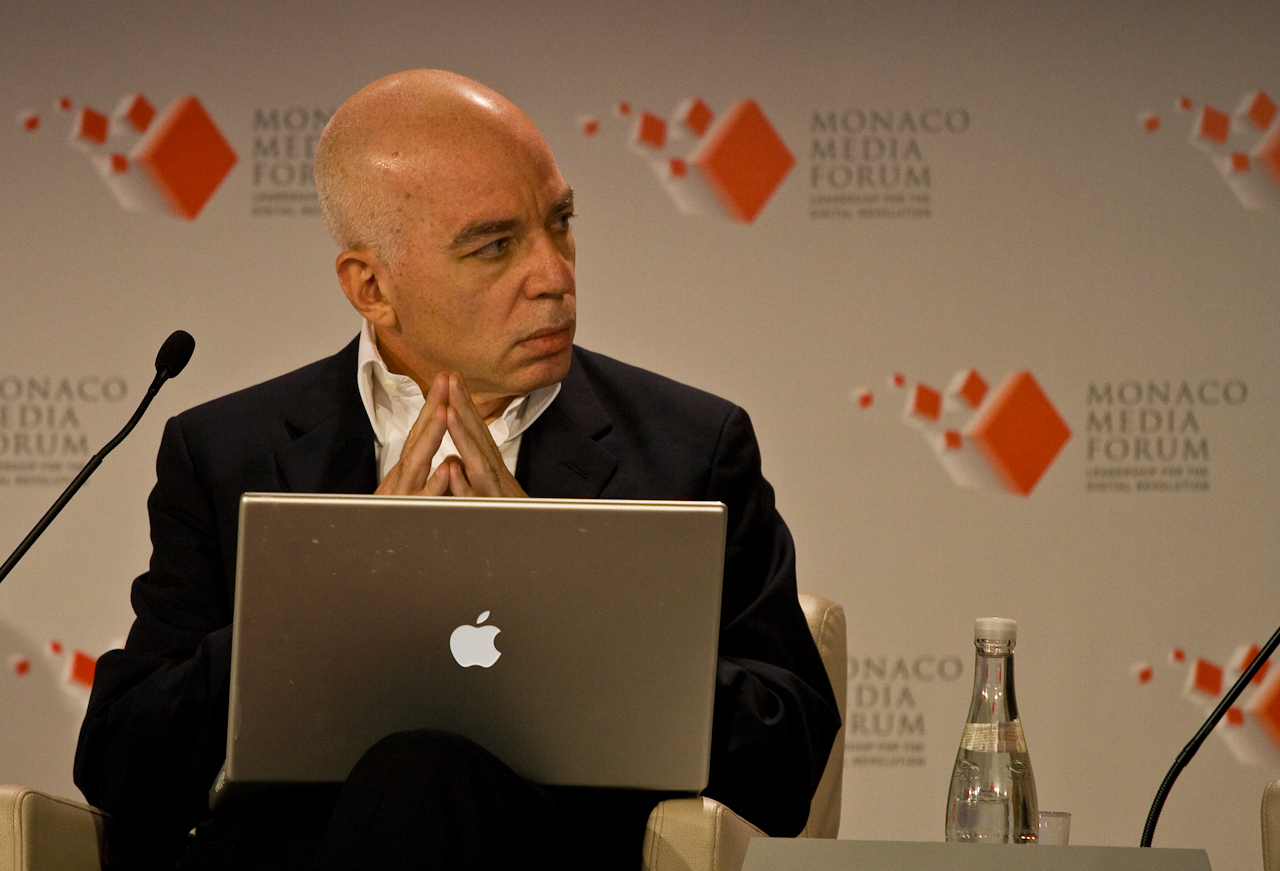
en (en la foto) dijo que realizó más de 200 entrevistas con Donald Trump y el personal de la Casa Blanca durante su redacción del libro.

Wolff eligió el título después de escuchar a Trump referirse a «fire and fury» («fuego y furia») cuando discutía el conflicto con Corea del Norte. Según el libro, nadie en el equipo de campaña presidencial esperaba ganar las elecciones presidenciales de 2016, incluyendo a Donald Trump (quien supuestamente no quería ganar) y su esposa. Donald Trump Jr. dijo que su padre «parecía como si hubiera visto un fantasma» cuando se dio cuenta de que había ganado y Melania Trump estaba «llorando, y no de alegría».
Muchas de las citas más controvertidas del libro provienen de Steve Bannon, el director ejecutivo de la campaña de Trump en los últimos meses y estratega jefe de la Casa Blanca de enero a agosto de 2017. Bannon se refirió a la reunión durante la campaña presidencial de Donald Trump Jr. y Jared Kushner con funcionarios rusos como una de «traidores» y «antipatrióticos», describió a Ivanka Trump como «tonta como un ladrillo», y al referirse a la investigación del fiscal especial dirigida por Robert Mueller dijo que «van a quebrar a Don Junior como a un huevo en la televisión nacional». Bannon también dijo que la investigación de Mueller probablemente descubriría lavado de dinero que involucra a Kushner con los préstamos recibidos por su negocio familiar de parte de Deutsche Bank. Otra cita de Bannon fue que el abogado Marc Kasowitz había sacado a Trump «de todo tipo de atascos [...] en la campaña: ¿Qué teníamos, cien mujeres? Kasowitz se hizo cargo de todas».
Wolff dice que el propio Trump se caracterizó por una «gran ignorancia». Por ejemplo, un asesor de campaña, Sam Nunberg, supuestamente intentó explicar la Constitución de los Estados Unidos a Trump, pero no pudo superar la Cuarta Enmienda. Wolff también afirma que Kushner e Ivanka Trump discutieron que Ivanka se postule en una futura campaña presidencial.

## Lanzamiento
El libro originalmente estaba programado para salir a la venta el 9 de enero de 2018, pero la editorial, Henry Holt and Company, avanzó la fecha de lanzamiento al 5 de enero debido a «una demanda sin precedentes». Un extracto del libro fue publicado por la revista New York el 3 de enero de 2018. El mismo día, otros medios informaron sobre el contenido adicional del libro. The Guardian informó los aspectos «explosivos» más destacados, indicando que se basaron en la vista del libro completo. Ese día, los pedidos anticipados del libro lo convirtieron en el número uno en superventas en Amazon.com. Fire and Fury debutó en el # 1 en la lista de los más vendidos del The New York Times, y en una semana se convirtió en el libro más vendido en la historia de la editorial, con más de 700 000 pedidos enviados y 1,4 millones de pedidos realizados.

## Recepción

### Reacción de la Casa Blanca

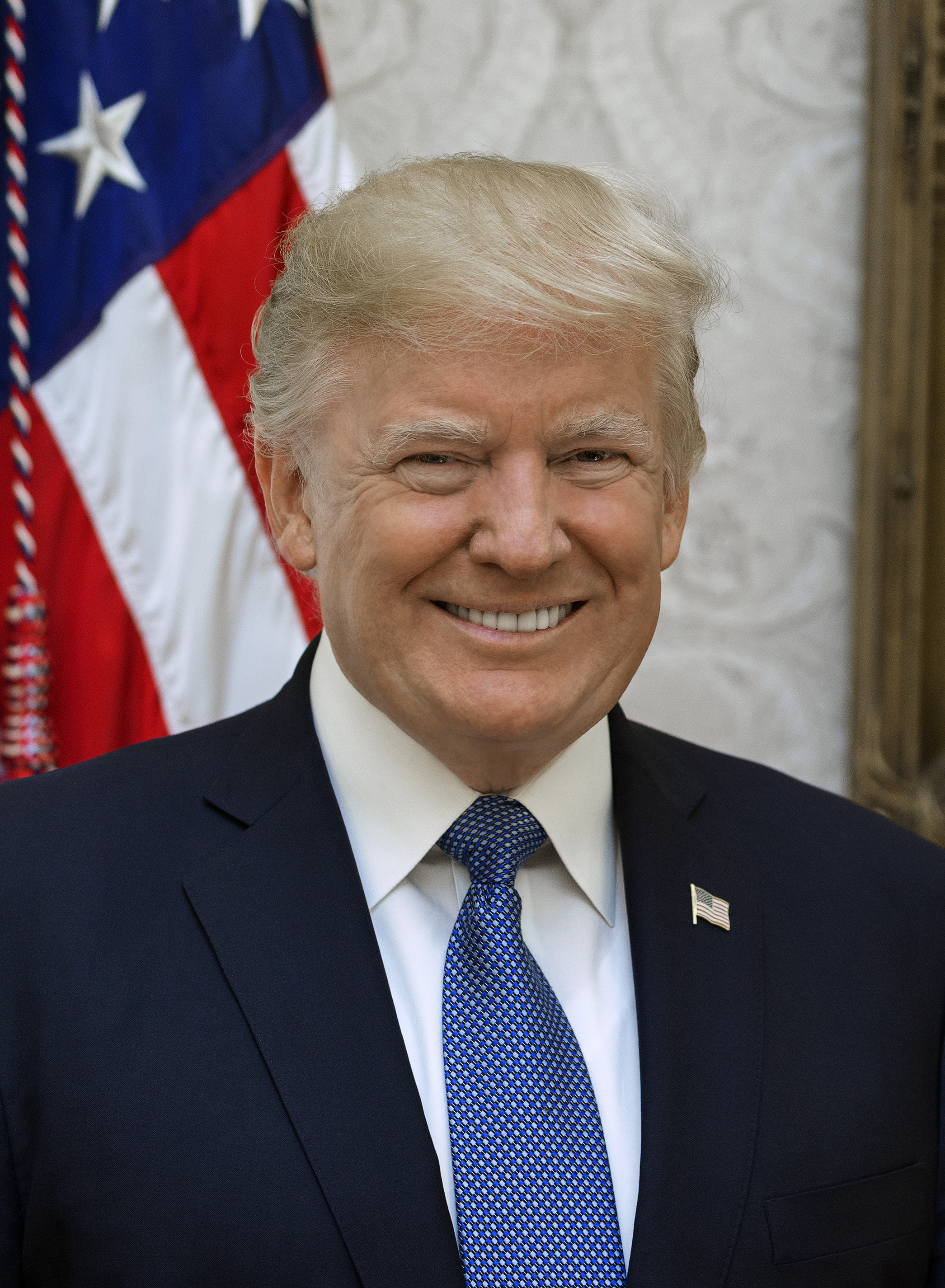
Trump negó muchas de las afirmaciones hechas en el libro, llamándolo «una obra completa de ficción».

En su conferencia de prensa diaria el 3 de enero, Sarah Huckabee Sanders, la Secretaria de Prensa de la Casa Blanca, calificó el libro de «ficción sensacionalista de pacotilla» y «lleno de relatos falsos y engañosos». La Casa Blanca emitió un comunicado diciendo que Bannon había «perdido la cabeza» y Charles Harder, un abogado de Trump, envió una carta de cese y desista a Bannon, alegando que había violado un acuerdo de confidencialidad. El 4 de enero, Harder intentó detener la publicación del libro, enviando una carta de cese y desistimiento al autor y editor con la amenaza de una demanda por difamación.
Sus abogados también dijeron que el libro «parece no citar fuentes para muchas de sus declaraciones más dañinas sobre el Sr. Trump». La abogada de Henry Holt, Elizabeth McNamara, respondió más tarde a las acusaciones de Harder con la seguridad de que no se presentarán disculpas o retractaciones. McNamara también notó que la queja de Harder no citó ningún error específico en el texto de Wolff. Algunos expertos legales e historiadores dijeron que las amenazas de Trump de acciones legales inminentes contra el autor y la editorial no tenían precedentes para un presidente en ejercicio que intentara silenciar críticas.
El día de la publicación del libro el 5 de enero, Trump escribió en Twitter:

I authorized Zero access to White House (actually turned him down many times) for author of phony book! I never spoke to him for book. Full of lies, misrepresentations and sources that don't exist. Look at this guy's past and watch what happens to him and Sloppy Steve [Bannon]!
¡Autorizé cero acceso a la Casa Blanca (en realidad lo rechacé muchas veces) para autor de libro falso! Nunca hablé con él por libro. Lleno de mentiras, tergiversaciones y fuentes que no existen. ¡Miren el pasado de este tipo y observen lo que le sucede a él y al Descuidado Steve [Bannon]!

En respuesta, Wolff declaró en una entrevista más tarde ese día: «Una de las cosas con las que tenemos que contar es que Donald Trump atacará ... Mi credibilidad está siendo cuestionada por un hombre que tiene menos credibilidad que cualquiera que haya caminado alguna vez en la Tierra en este punto». Según Wolff, el propio Trump animó a Wolff a escribir un «relato de los primeros cien días de Trump». Wolff también ha declarado que tiene «decenas de horas» de entrevistas grabadas que respaldan las afirmaciones hechas en el libro.
El 6 de enero, Trump continuó atacando el libro, llamándolo «una obra completa de ficción» y «una desgracia» y etiquetando a Wolff como un «fraude». También ese día, en un movimiento interpretado como una respuesta al libro que plantea preguntas sobre la competencia de Trump para el cargo, Trump tuiteó que «sus dos mayores activos han sido la estabilidad mental y ser, como, realmente inteligente». De sus éxitos en los negocios, la televisión y la política, Trump llegó a la conclusión de que, de hecho, era «un genio muy estable».
El 7 de enero, Bannon emitió una declaración llamando a Trump Jr. un «patriota y un buen hombre», diciendo que sus comentarios fueron dirigidos a Paul Manafort, no a Trump Jr. Al día siguiente en el programa Morning Joe de MSNBC, Wolff negó que Bannon hubiera estado hablando de Manafort.
También el 7 de enero, Stephen Miller, consejero principal de política de la Casa Blanca, hablando en el programa State of the Union de CNN, dijo: «El libro se entiende mejor como una obra de ficción muy pobremente escrita, y también diré que el autor es un autor de basura de un libro de basura». En una entrevista del 8 de enero con Dana Loesch, el vicepresidente de los Estados Unidos Mike Pence describió Fire and Fury como un «libro de ficción». Dijo que no lo había leído y que no lo leería, pero que los informes sobre su contenido no coincidían con su experiencia de trabajar con el presidente Trump.
Durante el fin de semana del 6 al 7 de enero, Rebekah Mercer, una donante conservadora que trabajó con Bannon en la campaña de Trump en 2016 y como copropietaria de Breitbart News, se distanció de Bannon y dijo que ya no le brindaría respaldo financiero. El 9 de enero, Bannon anunció que dejaría Breitbart News.
El 8 de enero, el abogado que representaba a Wolff y su editor emitió una carta legal desafiando el pedido de cese y desista y reclamación por difamación, afirmando que «mis clientes no tienen la intención de dejar de publicar, no se producirá tal retractación y no se justifica ninguna disculpa».

### Reseñas
Realizando una reseña del libro para CNN, el biógrafo de Trump Michael D'Antonio certificó que el retrato general de Trump dado en el libro estaba de acuerdo con su propio entendimiento y el de los demás, específicamente llamando la atención a los detalles sobre el periodo de atención corto y los problemas de misoginia y supremacía blanca de Trump, así como su opinión que «la 'experiencia' está 'sobrevalorada'». Agregó que las descripciones de Wolff de la gente alrededor de Trump presentan «una imagen creíble». D'Antonio criticó la «prosa tabloide» de Wolff y le recordó al lector tratar el libro con cierto escepticismo, pero llegó a la conclusión de que era una «lectura esencial» que proporcionaría un marco sobre el cual construir futuros escritores. D'Antonio también afirmó: «Algunas cosas de lo que Wolff presenta son tan especulativas que sus críticos, y los defensores más ardientes del presidente, podrán criticar su trabajo. Estos excesos disminuirán el impacto del libro y, en última instancia, le harán un flaco favor al registro histórico».
Hablando en PBS NewsHour, David Brooks dijo que debido a que en el pasado se sabía que Wolff no verificaba los hechos, él estaba «muy dudoso acerca de aceptar todo» en el libro. «Sin embargo, la imagen general confirma lo que ya sabíamos. Y creo que hay un sentido general de que el presidente no es apto. Lo tratan ... lo tratan como a un niño». Mark Shields estuvo de acuerdo y expresó su profunda preocupación de que, aparte de Katie Walsh, quien trabajó brevemente como subjefa de personal de Reince Priebus, no parecía haber ninguna «contraofensiva» en la Casa Blanca, que Shields describió como «el equivalente político del perro que no ladra en la noche», es decir, notoriamente ausente.
Al revisar The Guardian, Matthew d'Ancona, excomisionado y editor del trabajo de Wolff, afirmó que el hecho de que Wolff fuera admitido en la Casa Blanca indicaba una incompetencia significativa dentro de la administración Trump. D'Ancona describió la versión de Wolff del presidente Trump y su hija Ivanka como «el rey Lear más estúpido del mundo» y una «Cordelia despistada». Advirtiendo al lector contra la distracción por parte de aquellos que buscan «errores menores», d'Ancona describió a Wolff como un «brillante periodista», que tiene una «búsqueda de la verdad parecida a un terrier». Llegó a la conclusión de que Wolff había «dado en el clavo», y había «borrado de una vez por todas la afirmación sin sentido de que deberíamos tomar a Trump en serio, pero no literalmente».
Los reporteros de Axios Jim VandeHei y Michael Allen, escribieron que había partes del libro que eran «incorrectas, descuidadas o traicionan confianza extraoficial. Sin embargo, hay dos cosas en las que tiene toda la razón». Ellos escribieron que la descripción de Wolff «de Trump como un presidente emocionalmente errático» era exacta, así como su escritura de algunos funcionarios de la Casa Blanca que tenían una «baja opinión» de Trump. Andrew Prokop escribió en Vox que «deberíamos interpretar el libro como un compendio de chismes que Wolff escuchó. Una gran cantidad de esto parece claramente correcto». Aaron Blake, de The Washington Post, escribió que «Wolff parece haber llegado a una asombrosa cantidad de conclusiones increíbles a las que cientos de reporteros obstinados de los principales periódicos no han llegado. [...] [V]ale la pena evaluar cada afirmación individualmente y no solo tomar cada cosa escandalosa acerca de la Casa Blanca como un evangelio».
Una revisión de Mick Brown en The Daily Telegraph describió el libro como «sobrecalentado, sensacionalista — y completamente fiel a su sujeto». David Sexton del London Evening Standard dijo que el libro es una exposición política que vale la pena leer y está «destinado a convertirse en el reporte principal de los primeros nueve meses de la presidencia de Trump». Escribiendo en Irish Independent, Darragh McManus señaló que Fire and Fury «parece ser el libro revelador que otros libros reveladores llaman comandante supremo».

## Adaptación a la televisión
Endeavor Content, en asociación con Chernin Entertainment, compró los derechos de cine y televisión el mismo mes de la publicación del libro, con el autor Michael Wolff como productor ejecutivo. El exejecutivo de BBC y Channel 4, Michael Jackson, es el productor de la serie. A partir de enero de 2018, el proyecto se está ofreciendo y todavía no se ha encontrado un estudio o un canal.